# چانگان بن‌بن
چانگان بن بن که گاهی به اختصار بنی هم نامیده می‌شود، خودرویی پنج در و هاچ بک است که توسط شرکت خودروسازی چانگان موتورز تولید شده است.

## بن‌بن برقی
بن‌بن EV بر اساس چانگان بن‌بن بنزینی، از یک موتور الکتریکی با قدرت 75 اسب بخار (56 کیلووات، 76 اسب بخار) و 165 نیوتن متر (122 پوند فوت؛ 17 کیلوگرم در متر) گشتاور نیرو می‌گیرد. BenBen EV دارای حداکثر سرعت 125 کیلومتر در ساعت (78 مایل در ساعت) و برد 200 کیلومتر (120 مایل) بود.

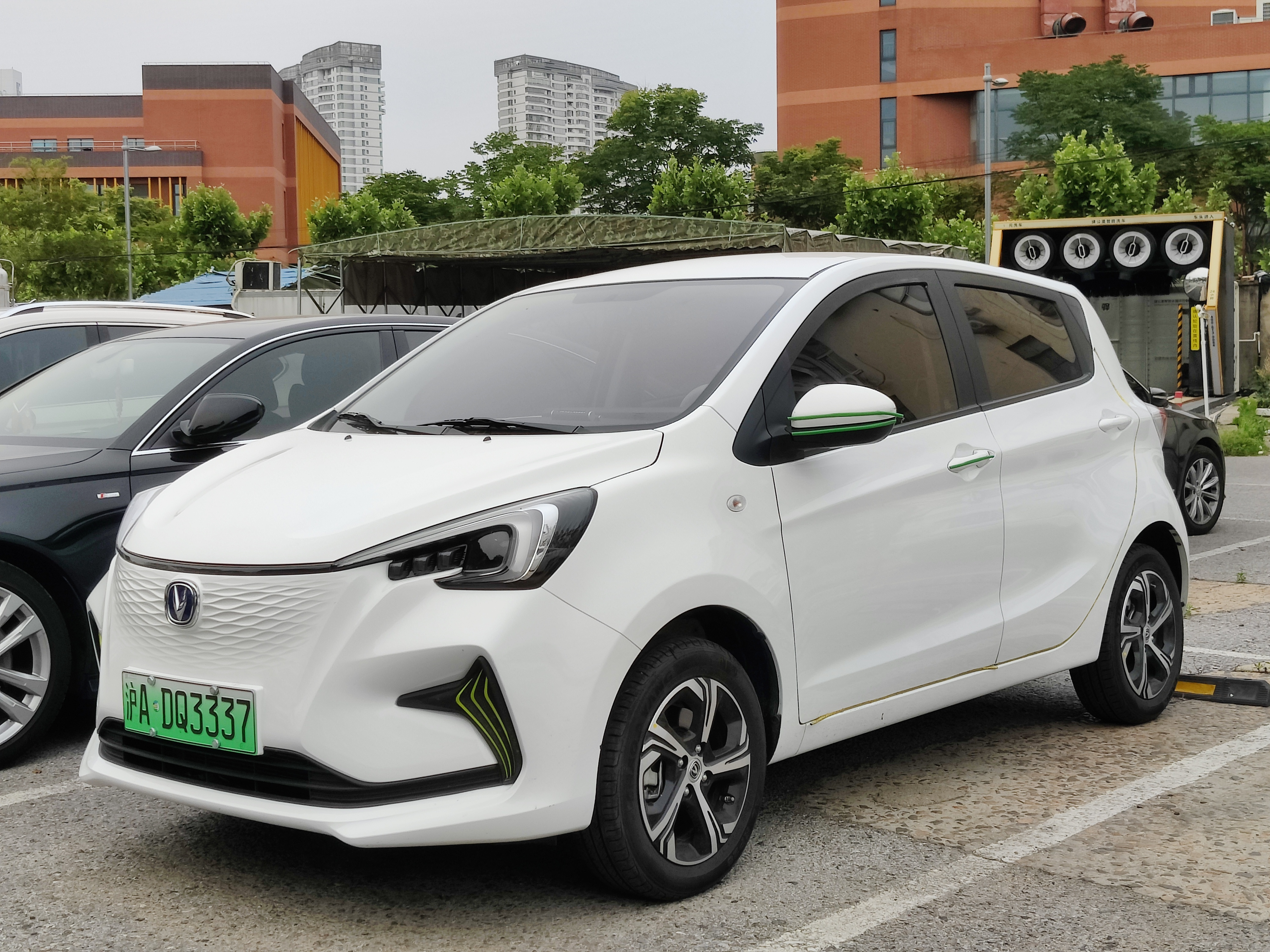
نمای جلویی خودروی بن‌بن E-Star

از سال 2020، بن بن EV با بن بن E-Star جایگزین شد. BenBen E-Star نسخه فیس لیفت BenBen EV است و درست مانند مدل پیش از فیس لیفت، 75 اسب بخار قدرت (56 کیلووات؛ 76 اسب بخار) و 170 نیوتن متر (125 پوند فوت؛ 17 کیلوگرم در متر) دارد. موتور الکتریکی چرخ های جلو را به حرکت در می آورد. بسته باتری دارای ظرفیت 32.2 کیلووات ساعت (116 مگا ژول) است که می تواند BenBen E-Star را تا برد NEDC 300 کیلومتر (190 مایل) تامین کند.